# Кали Картер
Кали Картер (англ. Cali Carter), настоящее имя — Карисс Энн Льюис (англ. Charisse Ann Lewis; род. 23 февраля 1990, Сакраменто, Калифорния) — американская порноактриса и эротическая модель.

## Биография
Родилась и выросла в Калифорнии. Имеет немецкое, ирландское и испанское происхождение. Попыталась поступить в университет, чтобы получить степень в области естественных наук. Работала в пиццерии, в ресторане гамбургеров и официанткой, пытаясь заработать, чтобы заплатить за учёбу. После неудачи, как упоминала в нескольких интервью, получила степень санитара и восемь месяцев работала в доме престарелых.
Дебютировала в качестве порноактрисы в феврале 2013 года, в возрасте 23 лет. Работала с такими компаниями, как Archangel, Reality Kings, Evil Angel, Immoral Productions, Hustler, Filly Films, Elegant Angel, Lethal Hardcore, New Sensations, Wicked Pictures, Brazzers, Naughty America, Hard X и Girlfriends Films.
В 2016 году снялась в своей первой сцене анального секса в фильме Freaky Petite 2.
В 2018 году была номинирована на AVN Awards в категории «лучшая тройная сексуальная сцена» за фильм Cali Carter Is The ArchAngel, в котором она также снялась в своей первой межрасовой сексуальной сцене.
Снялась более чем в 220 фильмах.

## Избранная фильмография
- Anal Players 3,[14]
- Best Friends,[15]
- Cute and Innocent?,[16]
- Dirty Blondes,[17]
- Gym And Juice,[18]
- House Party Orgy,[19]
- Meet My Girlfriend,[20]
- Open My Ass,[21]
- Pretty Dirty 6,[22]
- Rubdown,[23]
- Slut Auditions 3[24],
- Teens Throated 3[25].

## Личная жизнь
У Кали есть два старших брата и один младший брат. В свободное время она любит фотографировать и посещать спортзал; любит домашних животных.

## Награды и номинации
| Год  | Церемония         | Результат | Номинация                                          | Работа                       |
| ---- | ----------------- | --------- | -------------------------------------------------- | ---------------------------- |
| 2013 | Inked Awards      | Номинация | Старлетка года                                     | н/д                          |
| 2013 | Nightmoves        | Номинация | Лучшая новая старлетка                             | н/д                          |
| 2013 | Sex Awards        | Номинация | Самая горячая новая девушка                        | н/д                          |
| 2014 | Inked Awards      | Номинация | Старлетка года                                     | н/д                          |
| 2015 | AVN Awards        | Номинация | Приз зрительских симпатий: самый горячий дебютант  | н/д                          |
| 2015 | Inked Awards      | Номинация | Старлетка года                                     | н/д                          |
| 2016 | Inked Awards      | Победа    | Лучший орал                                        | н/д                          |
| 2017 | AVN Awards        | Номинация | Приз зрительских симпатий: самая эпическая задница | н/д                          |
| 2017 | Spank Bank Awards | Номинация | Cocksucker of the Year                             | н/д                          |
| 2017 | Spank Bank Awards | Номинация | Глубочайшая глотка                                 | н/д                          |
| 2017 | Spank Bank Awards | Номинация | Вебкам/Skype-шоу девушка года                      | н/д                          |
| 2018 | AVN Awards        | Номинация | Лучшая тройная сцена М-Ж-М                         | Cali Carter Is the ArchAngel |
| 2018 | Spank Bank Awards | Номинация | Blowbang / Bukkake Badass of the Year              | н/д                          |
| 2018 | Spank Bank Awards | Номинация | Most Underrated Slut                               | н/д                          |
| 2018 | Spank Bank Awards | Номинация | Oral Authority of the Year                         | н/д                          |